# Айи-Пандес
Айи-Пандес (греч. Άγιοι Πάντες) — деревня в Греции. Состоит из трёх населенных пунктов — восточного, западного и прибрежного. 

## Топоним
Старое его название до 1930 года было Видово. Название указывает на один из маршрутов средневековой славянской колонизации Греции. Под этим названием оно упоминается в 16 веке и в Галаксидской хронике.

## Инфраструктура
В селе есть три церкви, посвященные Успению Пресвятой Богородицы, Святым Бессребреники и Святому Георгию. Сохранились руины подворья Варнакова монастыря — изолирован в пещере.